# Parry-Halbinsel
Die Parry-Halbinsel ist Teil der kanadischen Nordwest-Territorien. Sie liegt an deren Nordküste im Arktischen Ozean, grenzt im Westen an die Franklin Bay, im Norden an den Amundsen-Golf und im Osten an die Darnley Bay. Die nächstgelegene Siedlung ist Paulatuk.
Ihr Name geht auf den Polarforscher William Edward Parry zurück. Sie beheimatet ein kanadisches Zugvogel-Schutzgebiet.